# Soraya Begliomini Brandão
Soraya Begliomini Brandão (San Paolo, 25 settembre 1957 – 29 marzo 2021) è stata una cestista brasiliana.

## Carriera
Con il Brasile ha disputato i Campionati mondiali del 1983.